# 姜维平
姜维平（1955年10月5日— ）是一位前香港《文汇报》驻大连记者，於1999年6月至9月期间陆续以化名在香港《前哨》杂志发表“李铁映儿子大连空手夺白狼，薄熙来搞廉政抓小放大”、“富甲一方包养二十九个情妇，原大庆市长钱棣华被捕”、“沈阳市副市长澳门输掉三千万”、“大连苏军纪念塔迁移风波”等多篇报道，他还曾撰文揭露中共政坛明星，薄一波之子，大连市长薄熙来本人的施政缺失与私生活。姜维平在2000年被国安局逮捕，2001年5月被秘密审判，以泄露国家秘密罪被判刑8年，后减刑为6年。姜维平一案得到了国际舆论的广泛关注，他在2006年因病獲提前释放。
2009年2月，姜维平获加拿大当局特准他的难民身份。

## 在中國的職業生涯
姜维平於遼寧大學畢業，並獲得歷史學位。在1980年代，他成為了新华社的一名記者。於1984年，他寫了他的第一個關於薄熙来的文章。當時，薄熙来只是一個小區域的首長。在1990年代初，姜维平成為了香港《文汇报》的中国东北地区分社總編輯。
在1999年中期，姜维平在《前哨》發表了一系列報道。該系列共包含八則報道，且全部都與中國政府官員涉嫌貪污有關。他並沒有使用真名發佈報道，而是用筆名。姜维平在報道中指出時任大連市長的薄熙來掩蓋了他的妻子谷開來的貪污罪行。他亦指出薄熙來將國家公帑花費在汽車、公寓和情婦上。他也在報道中指出瀋陽副市長馬向東使用國家公帑在澳門睹博，已導致國家失去了近300萬美元的公帑。馬向東於2001年因此被處決。

## 逮捕和監禁
儘管以筆名發表報道，但姜维平仍然被中國政府發現了其真實身份。他於2000年12月被大连国安局逮捕，並被控泄露国家秘密罪。根據姜维平指出，其辯護律師亦因願意為他辯護而在一日後被逮捕。於2001年9月5日，他在第二次審訊中被判有罪，並被判8年有期徒刑。后來，判刑被遼寧省高級人民法院減低至6年。
中國法院對姜维平的判刑引來世界各地的記者組織抗議。無國界記者將姜维平描述為「一個見義勇為，在兩度批評中國共產黨高層腐敗時，從沒想過會有危險的模範記者。」。喬治·W·布什政府的行政管理部門亦抗議中國政府監禁姜维平，並呼籲中國當局將他釋放。
姜维平後來寫道，他被警察強迫作虛假供述，並因此多番被警察折磨。他指出自己在審問期間曾多次失去了知覺，其中一次更需要住院治療。後來，一位獄警同意將姜维平的信送交其妻子。在信中，姜维平指出他獲得的待遇已有改善。於2003年，姜维平被轉移至大連瓦房店市監獄，並進行強迫勞動。

## 出獄後
於2006年1月3日，姜维平獲釋，並被軟禁在家。於2009年，他獲准移民到加拿大。
他於多倫多定居，並在梅西大學擔任學者。於2012年6月，克諾夫宣佈他們會出版姜维平寫的薄熙來傳。當時，薄熙來之妻谷開來因涉嫌謀殺英國商人尼尔·海伍德而轟動全球。
2017年4月22日,姜维平开通个人youtube频道。
二十大前夕，姜维平多次在youtube上散布习下李上的谣言。

## 奖项
於2001年，姜维平获保护记者委员会颁发国际新闻自由奖。該獎項旨在表彰「面對攻擊、威脅或監禁時，仍然願意捍衞新聞自由的人」。姜维平延至2009年才能親身接受獎項。
于2006年，他获加拿大笔会（PEN Canada）颁发單一人道奖，並獲得5,000加元獎金。

## 個人生活
姜维平的妻子是李楊凌，而李楊凌也曾因抗議姜维平被監禁而被短暫拘留。二人育有一名女兒，名为姜悦，现在BLG（Borden Ladner Gervais LLP）律师事务所就职。於2004年，在姜维平獲釋前2年，加拿大笔会擔保其妻子和女兒均能移居加拿大。